# Эскобар, Гонсало (футболист, 1997)
Гонсало Даниэль Эскобар (исп. Gonzalo Daniel Escobar; род. 16 марта 1997, Буэнос-Айрес, Аргентина) — аргентинский футболист, защитник клуба «Форталеза».

## Клубная карьера
Эскобар начал профессиональную карьеру в клубе «Темперлей». 15 мая 2016 года в матче против «Ньюэллс Олд Бойз» он дебютировал в аргентинской Примере. В начале 2018 года Эскобар перешёл в «Колон». Сумма трансфера составила 570 тысяч евро. 3 февраля в поединке против «Индепендьенте» он дебютировал за новую команду.